# 北营站 (中国铁路)
北营站是原位于山西省太原市小店区建设南路的铁路车站，始建于1933年，同蒲铁路、太焦铁路及石太铁路从此站通过，设有5条到发线、3条存车线和14条专用线。
2012年8月15日，车站停止办理客运业务，但售票厅仍然继续售票。2013年7月7日，车站拆除，原址现为南中环太榆路互通立交。拆除前隶属于太原铁路局太原站（2010年从太原车务段划入），为二等站。